# كنيس موسى بن ميمون
كنيس موسى بن ميمون أو معبد موسى بن ميمون (بالعبرية: בית כנסת הרמב"ם)، هو كنيس يهودي ويعد من أهم وأقدم المعابد اليهودية. ويقع في 15 شارع درب محمود بالموسكي بحارة اليهود بمدينة القاهرة في مصر. والكنيس به ضريح الحاخام موسى بن ميمون ويعود تاريخ إنشاء المبنى الحالي للمعبد إلى أواخر القرن 19 إثر وصول موسى بن ميمون لمصر هاربا من الأندلس التي كان اليهود يتعرضون فيها للاضطهاد. وفي عام 1986 تم تسجيله كأثر من قبل وزارة الثقافة لما له من أهمية دينية وتاريخية ومعمارية. وينسب المعبد إلى عالم الدين اليهودي القرطبي موسى بن ميمون (30 مارس 1135 - 13 ديسمبر 1204).

## الأقسام
ينقسم الكنيس إلى 3 أقسام وهي :
- القسم الأول : يحتوي على مبنى المعبد المخصص للصلاة وإقامة الشعائر الدينية اليهودية.
- القسم الثاني : يشتمل على المدفن الخاص بموسى بن ميمون قبل نقل رفاته قبل بضعة قرون إلى مدينة طبرية الفلسطينية. كما يوجد بهذا القسم حجرة صغيرة قرب المدفن يبيت فيها اليهود طلبا للشفاء في حال مرضهم. وأهم عنصر بالقسم هو بئر كان يستخدم للتطهير.
- القسم الثالث : يتكون من حجرات مخصصة لرجال الدين والمشرفين على إدارة الكنيس إضافة لشرفة النساء المطلة على بيت الصلاة.

## إعادة الترميم

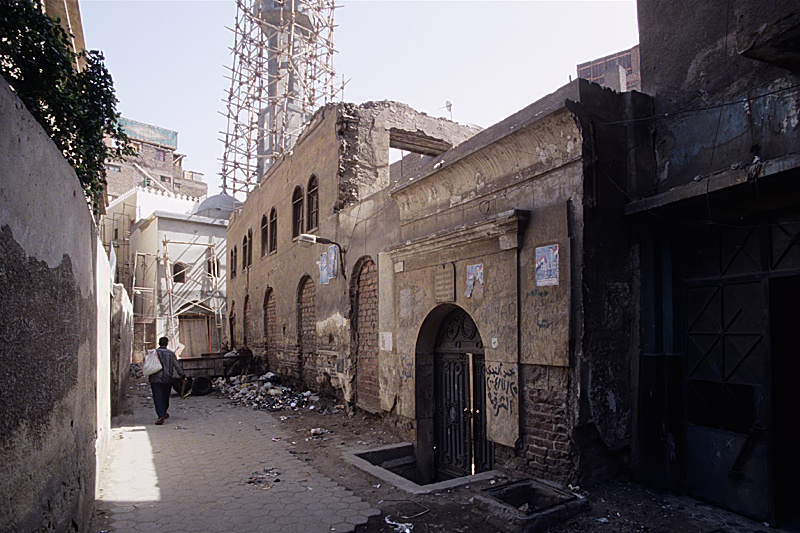
المعبد خلال عمليات الترميم

بعد الحالة المزرية التي أصبح عليها المعبد جراء توقف الطقوس الدينية به وهجرة اليهود له قامت وزارة الثقافة المصرية والمجلس الأعلى للآثار في منتصف عام 2007 بإعداد مشروع بتكلفة بلغت 8.5 مليون جنيه لترميمه بعد طلب من العديد من المنظمات الأمريكية والإسرائيلية لليونيسكو وقد اكتمل المشروع الذي استغرق مدة عامين في يونيو 2010.